# Spermacoce lasiocarpa
Spermacoce lasiocarpa är en måreväxtart som beskrevs av Robert Brown och Nathaniel Wallich. Spermacoce lasiocarpa ingår i släktet Spermacoce och familjen måreväxter. Inga underarter finns listade i Catalogue of Life.